# اللواء (جريدة فلسطينية)
كانت اللواء جريدة يومية تصدر في القدس، زمن فلسطين الانتدابية، من 1935 إلى 1939. بدعم من عائلة الحسيني في فلسطين. وكانت إحدى الصحف الست الرائدة في فلسطين الانتدابية خلال ثلاثينيات القرن العشرين.

## تاريخها
تأسست صحيفة اللواء في القدس في 1935، وصدر عددها الأول في 2 ديسمبر 1935. وكان جمال الحسيني، زعيم الحزب العربي الفلسطيني، صاحب امتيازها. وكان رئيس تحريرها عثمان قاسم ومدير إدارتها خالد الفرخ. وكان ضمن مُحرريها إميل الغوري وجورج صلاح الخوري. بجانب عثمان قاسم ومحمود شركس. وكانت الصحيفة تقدم أخباراً محلية ودولية.
تواجد قُراء اللواء في المدن غالباً فيما لم تحظ بشعبية كبيرة بين الفلسطينيين في الريف. وقد مولها المجلس الإسلامي الأعلى. واتخذت الصحيفة موقفاً سياسياً قومياً، وكانت قريبة من الحزب العربي الفلسطيني. ولذلك كانت من أنصار عائلة الحسيني. وكانت من أشد المنتقدين للحكام البريطانيين الذين اتهمتهم ببيع الأراضي للمهاجرين اليهود.
باعت اللواء ما يقرب من 3000-4000 نسخة في 1936. وقد حظرتها السلطات البريطانية في 1937 لفترة طويلة بسبب «نشر مواد من شأنها تعريض السلام العام للخطر». وأُغلقت الصحيفة في 1939.
يحتفظ أرشيف مكتبة إسرائيل الوطنية ببعض إصدارات اللواء.